# Palace on Wheels

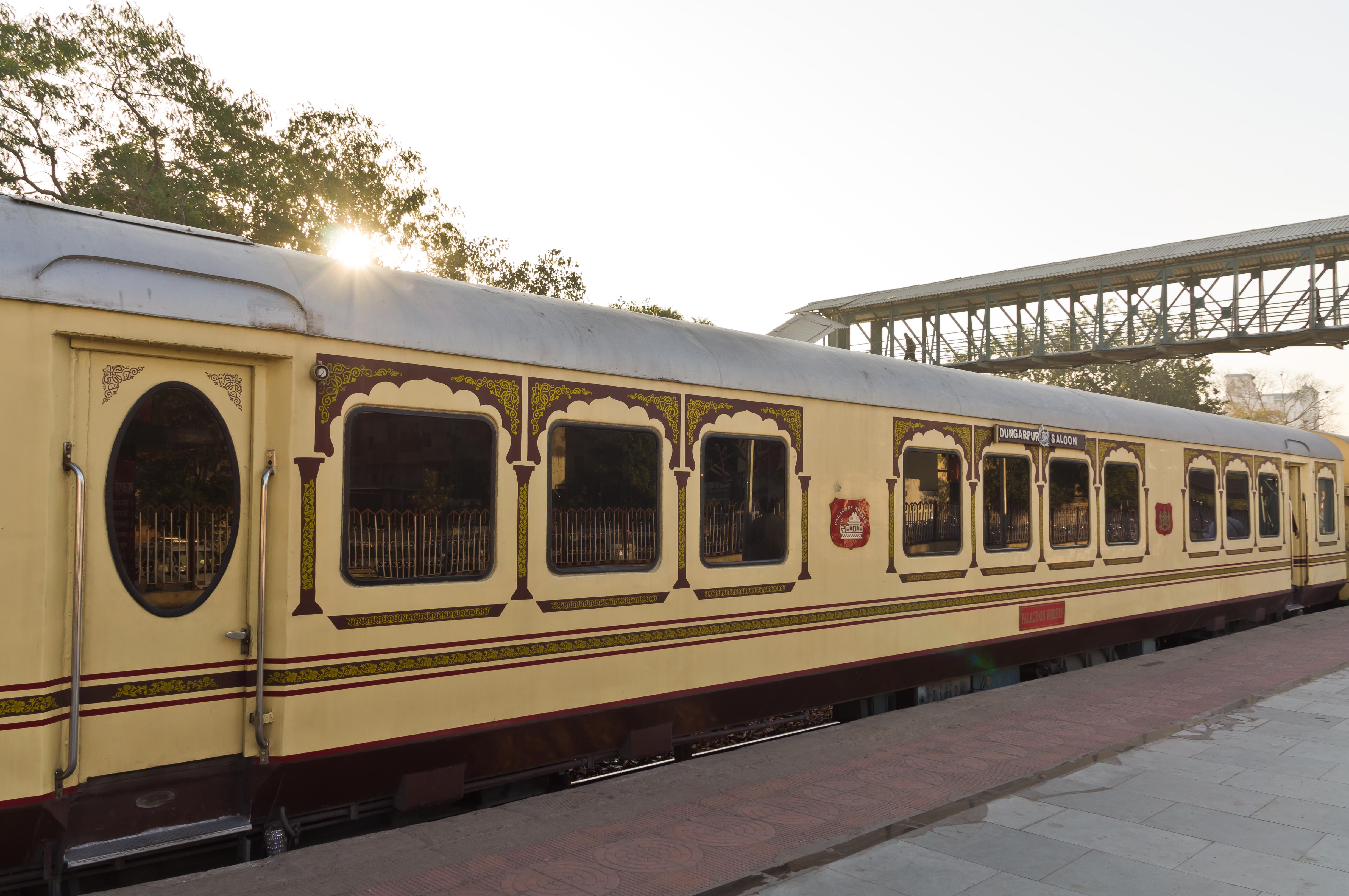
Palace on Wheels em Morgen, no Jaipur.

O Palace on Wheels (palácio em rodas em português) é um de quatro trens de luxo em estradas de ferro indianas.
O trem parte de Nova Delhi e durante seus oito dias de viagem ao redor de Rajasthan, com paradas em Jaipur, Jaisalmer, Jodhpur, Sawai Madhopur, Chittaurgarh, Udaipur, Bharatpur e Agra. A viagem inclui visitas a várias visões, inclusive Hawa Mahal (o Palácio de Ventos), Parque nacional de Ranthambhore, Entalhe Niwas (Palácio de Lago), o Entalhe Mandir (Palácio de Cidade), Parque nacional de Keoladeo e o Taj Mahal.
Antigamente, o Palace on Wheels era liberado apenas a turistas estrangeiros, mas foi aberto depois também até índianos - embora os preços cobrados sejam em dólares americanos, os passageiros índianos podem pagar uma quantia equivalente em rupias à taxa de câmbio prevalecente na hora de pagamento. Incríveis Sete Coisas que Você Deve Saber Sobre Palace on Wheels  .